# Schädelausguss

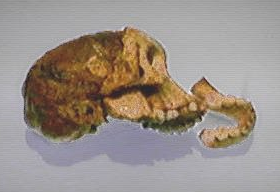
Überreste des Taung-Kindes mit natürlichem Schädelausguss

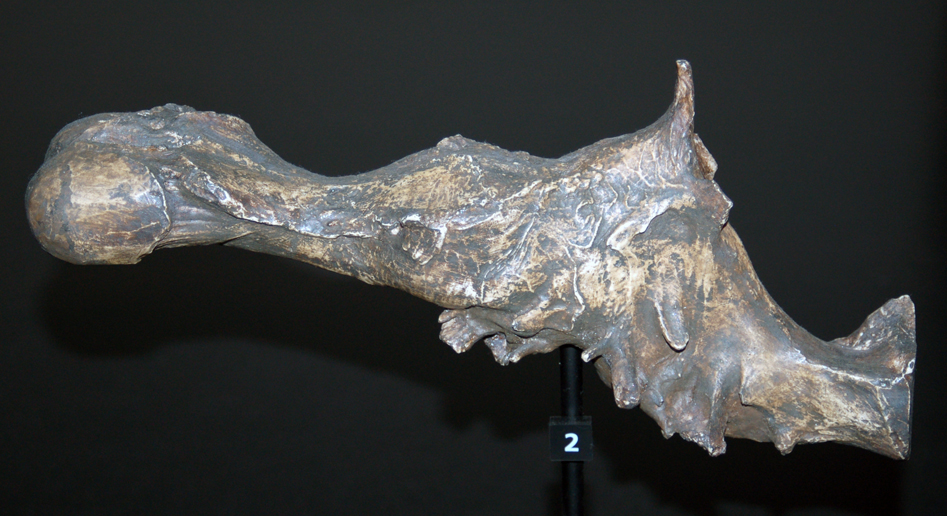
Abguss des Gehirns eines Tyrannosaurus rex

Als Schädelausguss oder Endocast (von engl. endocranial cast = Abguss des Schädelinneren (Neurocranium)) bezeichnet man vor allem in der Paläontologie und der Paläoanthropologie eine auf natürlichem Wege oder künstlich im Labor erzeugte, räumliche Nachbildung des Gehirns. Hierbei dient die Innenseite des Schädels als Matrize. Da sich unter anderem die Gehirnwindungen gewissermaßen in die Innenseite des Schädels einprägen, sind diese – umgekehrt – auch in einem Endocast sichtbar. Ein Endocast kann daher – als nahezu naturgetreues Abbild des verschwundenen Organs – Aufschlüsse über die Anordnung und Größe einzelner Bereiche des Gehirns geben.
Schädelausgüsse können im Labor hergestellt werden, indem das Schädelinnere beispielsweise – wie vom US-Anthropologen Ralph L. Holloway entwickelt – zunächst mit flüssigem Latex beschichtet, die ausgehärtete Latexschicht entnommen und mit Gips gefüllt wird. Sie können aber auch in der Natur entstehen, wenn sich ein Schädel mit Sand und Schlamm füllt und das Material später aushärtet und versteinert. Anschließend kann es vorkommen, dass sich die Schädelknochen zersetzen, der Schädelausguss aber als Fossil erhalten bleibt. In neuerer Zeit werden mit Hilfe der Computertomographie und anderer bildgebender Verfahren auch „virtuelle Schädelausgüsse“ hergestellt, so dass eine mögliche Beschädigung der oft wertvollen und empfindlichen Schädelknochen vermieden wird. Besonders bekannt ist der 2,4 Mio. Jahre alte natürliche Schädelausguss des „Kindes von Taung“, bei dem es sich um das Fossil eines etwa dreijährigen Australopithecus africanus, eines Vormenschen, handelt. Auch in der anfänglichen wissenschaftlichen Diskussion um die Einordnung des Homo floresiensis in den Stammbaum des Menschen spielte die Analyse des Schädelausgusses vom Fossil LB1 eine Rolle.
Begründerin der systematischen Analyse von fossilen Schädelausgüssen, der Paläoneurologie, zur Klärung von Fragen der Evolutionsforschung, war Tilly Edinger (1897–1967).

## Belege
1. ↑  Harry J. Jerison. What is an Endocast? The Study of Brain Endocasts of Extinct Vertebrates. Auf: brainmuseum.org, zuletzt abgerufen am 19. März 2022.
2. ↑  Amélie Beaudet: The Emergence of Language in the Hominin Lineage: Perspectives from Fossil Endocasts. In: Frontiers in Human Neuroscience. Band 11, 2017, 427, August 2017, doi:10.3389/fnhum.2017.00427.
3. ↑  Eintrag Holloway, Ralph in: Bernard Wood (Hrsg.): Wiley-Blackwell Encyclopedia of Human Evolution. 2 Bände. Wiley-Blackwell, Chichester u. a. 2011, ISBN 978-1-4051-5510-6.
4. ↑  Ralph L. Holloway et al.: New high-resolution computed tomography data of the Taung partial cranium and endocast and their bearing on metopism and hominin brain evolution. In: PNAS. Band 111, Nr. 36, August 2014, doi:10.1073/pnas.1402905111.
5. ↑  Dean Falk et al.: LB1's virtual endocast, microcephaly, and hominin brain evolution. In: Journal of Human Evolution. Band 57, Nr. 4, 2009, doi:10.1016/j.jhevol.2008.10.008.
6. ↑  Tilly Edinger: Über Nothosaurus. Dissertation. Universität Frankfurt am Main, Frankfurt am Main 1921.